# Strabomantis laticorpus
Strabomantis laticorpus är en groddjursart som först beskrevs av Myers och Lynch 1997.  Strabomantis laticorpus ingår i släktet Strabomantis och familjen Strabomantidae. IUCN kategoriserar arten globalt som otillräckligt studerad. Inga underarter finns listade i Catalogue of Life.